# Джаз-фьюжн
Джаз-фьюжн (также джаз-рок, джаз-рок-фьюжн или фьюжн; англ. fusion «сплав») — музыкальный стиль, соединяющий в себе элементы джаза и музыки других стилей, обычно поп, рок, фолк, регги, фанк, R&B, хип-хоп, электронная музыка и этническая музыка. Альбомы фьюжн, даже сделанные одним исполнителем, часто включают в себя разнообразие этих стилей.
В конце 1960-х джазмены стали смешивать различные формы и импровизационные техники джаза с электрическими инструментами рока и ритмами соула и ритм-энд-блюза. В это же время некоторые рок-музыканты стали добавлять джазовые элементы в свою музыку (например, King Crimson в альбоме Lizard (1970) или Caravan в альбоме Waterloo Lily (1972)). 1970-е стали десятилетием наибольшего развития фьюжна, хотя стиль хорошо представлен и в более поздние времена. Будучи, скорее, систематизированным музыкальным стилем, фьюжн может быть рассмотрен как музыкальная традиция или подход. Некоторая прогрессив-рок музыка также считается фьюжном.
Фьюжн-музыка обычно инструментальна, часто со сложными тактовыми размерами, метром, ритмом и удлинёнными композициями, содержащими импровизации. Многие выдающиеся фьюжн-музыканты узнаваемы по высокому уровню техники, сочетающемуся со сложными композициями и музыкальными импровизациями в метрах, редко встречающихся в других западных музыкальных формах.
Фьюжн-музыка обычно получает мало эфирного времени на радио в США, вероятно, из-за сложности своего звучания, отсутствия вокала и длинных композиций. Европейское радио более дружественно к фьюжн-музыке, также в Японии и Южной Америке присутствует значительное количество поклонников этого стиля музыки. Некоторые интернет-радиостанции представляют фьюжн, включая отдельные каналы таких сервисов, как AOL Radio и Yahoo! Launchcast.

## Истоки фьюжн
В середине 1960-х Джулиан Эддерли (Julian «Cannonball» Adderley) стал исполнять музыку, сочетающую джаз и поп. В конце 1960-х Майлз Дэвис и The Tony Williams Lifetime использовали такие инструменты, как электрогитара, бас-гитара и электрическое фортепиано, для создания музыки, сочетающей джаз с роком. Позже Херби Хэнкок (Herbie Hancock), Джо Завинул, Ян Хаммер (Jan Hammer), Джордж Дюк и Чик Кориа (Chick Corea) стали применять синтезаторы, а Жан-Люк Понти и Джерри Гудмен — электрические скрипки.
Джазовые музыканты следовали достижениям поп-музыки и тоже начали использовать улучшенный монтаж на современных студиях звукозаписи, многодорожечную запись и электронные эффекты к дополнению к композициям или импровизациям. Например, альбомы трубача Майлза Дэвиса In a Silent Way (1969) и Bitches Brew (1970) включают длинные (более 20 минут) композиции, которые никогда не записывались непосредственно музыкантами в студии, а музыкальные темы различной длины отбирались из записанных импровизаций и монтировались в единое целое. Это считается краеугольным камнем записей этого стиля.
Многие рок-музыканты стали независимо приближаться к джазовым формам в середине 1960-х. The Byrds в декабре 1965 года записали первую версию «Eight Miles High», инновационного сингла, подражающего стилю классического квартета Джона Колтрейна. В 1966 году Пол Баттерфилд (Paul Butterfield) и Майк Блумфилд (Mike Bloomfield) записали длинную импровизационную пьесу «East-West».
Другие рок-музыканты также исполняли и записывали рок-песни, включающие расширенные импровизации, длинные, состоящие из нескольких частей композиции. Например, Джими Хендрикс, The Allman Brothers Band в США и King Crimson, Soft Machine, Yes (которые исполнили «I See You» группы The Byrds в фьюжн-стиле) и Cream в Великобритании. Фрэнк Заппа выпустил свой первый джаз-рок альбом, Hot Rats, в 1969 году. Он продолжал иногда записывать фьюжн-музыку в течение своей карьеры (например, Waka/Jawaka и The Grand Wazoo), став значимым представителем стиля.
Некоторые известные джаз-рок группы также имели значительный успех в конце 1960-х и начале 1970-х, включая американские Blood, Sweat & Tears, Chicago, Steely Dan, Chase, Dreams, и британские Traffic, Colosseum и If.

## Расцвет джаз-рока: 1970-е гг
В конце 60-х — начале 70-х гг. джаз-рок развивался параллельно с другим «усложнённым» направлением рок-музыки — прогрессивным роком (прог-рок). Степень музыкальной экспрессии и множество исполнительских приемов были взяты из рок-музыки. За счет смешения исполнительских приёмов рока и экспрессии, экспериментальности джаза, группам удалось добиться расширения спектра передаваемых ощущений. Одним из первых стал экспериментировать в этом направлении Фрэнк Заппа.
Некоторые группы (Blood, Sweat and Tears, Chicago и другие) взяли за основу звучание биг-бэндов, ритм-энд-блюз и различные направления рок-музыки. Другие группы, опираясь на фри-джаз, стали больше экспериментировать с электрическим звучанием инструментов, различными направлениями музыки, усложнять мелодию, ритм (Martin Kratochvil & Jazz Q, The Blue Effect).
Джаз-фьюжн постепенно становился настолько близок к прог-року, что часто одни и те же группы причисляют сразу к обоим направлениям. Группы фьюжна уделяли много внимания импровизации, оттачивали исполнительскую технику, доводя её до виртуозности.
Самыми значительными командами, принятыми не только джаз-, но и рок-аудиторией, считаются группы Mahavishnu Orchestra, Soft Machine, Weather Report, Return To Forever, Brand X, Uzeb

## Джаз-фьюжн в СССР и России
Одним из первых исполнителей музыки фьюжн в СССР и России стала группа «Арсенал», созданная в 1973 году саксофонистом Алексеем Козловым. В 1982 году бывший клавишник этой группы Вячеслав Горский создал свою группу «Квадро». Первый советский альбом в стиле джаз-фанк/фьюжн «Лабиринт. Джазовые композиции» был записан в 1974 году ансамблем Мелодия под управлением Георгия Гараняна и выпущен в том же году всесоюзной фирмой грамзаписи «Мелодия» (С60 05277) .
Московская группа «ДК» являлась одной из ведущих джаз-рок групп СССР начала 1980-х годов. Сам бывший лидер группы, Сергей Жариков, объяснил, что джаз-рок был одним из самых «почитаемых» музыкальных стилей, часто играемых в советских Домах Культуры:

Ну, мы стали играть джаз-рок. Почему джаз-рок? Потому что, чтобы репетировать, надо иметь базу. В Москве в Домах культуры было где-то десять директоров, старых лабухов, а все остальные комсомольцы. И вот хорошая база, это где сидел такой старый джазист. А чтобы туда прописаться, на эту базу, надо уметь играть джаз, то есть то, что ему (директору) нравится. И мы стали играть джаз, чтобы получить базу. Это было до смерти Андропова.— Жариков на радио Финам FM

## Некоторые важные фьюжн-альбомы

### 1960-е
- Майлз Дэвис «In A Silent Way» (1969)[4]
- Фрэнк Заппа «Hot Rats» (1969)[5]
- The Tony Williams Lifetime «Emergency!» (1969)[6]

### 1970-е
- Майлз Дэвис «Bitches Brew» (1970)[7]
- Mahavishnu Orchestra «The Inner Mounting Flame» (1971)[8]
- Джо Завинул «Zawinul» (1971)[9]
- Майлз Дэвис «On The Corner» (1972)[10]
- Чик Кориа «Return To Forever» (1972)[11]
- Херби Хэнкок «Sextant» (1972)[12]
- Weather Report «I Sing The Body Electric» (1972)[13]
- Mahavishnu Orchestra «Birds Of Fire» (1973)[14]
- Чик Кориа и Return To Forever «Light As A Feather» (1973)[15]
- Билли Кобэм «Spectrum» (1973)[16]
- Карлос Сантана и Махавишну Джон Маклафлин «Love Devotion Surrender» (1973)[17]
- Херби Хэнкок «Head Hunters» (1973)[18]
- Weather Report «Mysterious Traveler» (1974)[19]
- Джако Пасториус «Jaco Pastorius» (1976)[20]
- Эл Ди Меола «Elegant Gypsy» (1977)[21]
- Жан-Люк Понти «Enigmatic Ocean» (1977)[22]
- Пэт Мэтини «American Garage» (1979)[23]

### 1980-е
- Жан-Люк Понти «Civilized Evil» (1980)
- Жан-Люк Понти «Mystical Adventures» (1982)
- Жан-Люк Понти «Individual Choice» (1983)
- Эл Ди Меола «Electric Rendezvous» (1982)

## Публикации
- Jarno Kukkonen. Early Jazz-Rock: The Music of Miles Davis, 1967-72 (англ.) // Sibelius Academy Jazz Publications : Статья. — Академия имени Сибелиуса, 2005. — Vol. 0002, iss. 2009.
- Tingen, Paul. Miles beyond : the electric explorations of Miles Davis, 1967-1991 (англ.). — New York: Billboard Books, 2001. — 360 p. — ISBN 0823083462.